# Luca Cigarini
Luca Cigarini (ur. 20 czerwca 1986 w Montecchio Emilia) – włoski piłkarz występujący na pozycji pomocnika. Były młodzieżowy reprezentant Włoch.

## Kariera klubowa
Luca Cigarini zawodową karierę rozpoczął w występującym w Serie C1 klubie Sambenedettese Calcio, który wypożyczył go z juniorskiej drużyny Parmy. W barwach Sambenedettese Cigarini występował w sezonie 2004/2005. W 33 spotkaniach zdobył cztery gole, po czym wrócił na Stadio Ennio Tardini.
18 września 2005 w wygranym 1:0 meczu z Empoli FC Cigarini zadebiutował w rozgrywkach Serie A. W sezonie 2005/2006 rozegrał łącznie 17 ligowych pojedynków, w tym 7 w podstawowym składzie. W sezonie 2006/2007 piłkarz po raz pierwszy wystąpił w Pucharze UEFA. Cigarini rozegrał w nim sześć spotkań, a jego drużyna w 1/32 finału została wyeliminowana przez portugalski SC Braga. Latem 2007 Cigarini podpisał nowy, pięcioletni kontrakt z Parmą. W sezonie 2007/2008 Włoch wystąpił w 32 meczach Serie A i strzelił 3 bramki. Pierwszą z nich zdobył 20 stycznia 2008 w przegranym 2:3 pojedynku z Interem Mediolan.
W lipcu 2008 Cigarini przeniósł się do Atalanty BC, która zapłaciła za niego pięć milionów euro. W nowym klubie Włoch zadebiutował 14 września podczas wygranego 1:0 spotkania wyjazdowego z Bologną. W sezonie 2008/2009 zanotował łącznie 23 występy w Serie A, w tym 21 w wyjściowej jedenastce i zdobył trzy gole. Strzelał bramki w pojedynkach z Cagliari Calcio (wygrana 1:0), Juventusem (remis 2:2) i Interem Mediolan (przegrana 3:4).
W czerwcu 2009 Cigarini za 9,5 miliona euro odszedł do SSC Napoli. 28 października w 93. minucie meczu z Milanem zdobył bramkę strzałem z woleja spoza pola karnego ustalając tym samym wynik spotkania na 2:2. W sezonie 2009/2010 rozegrał łącznie 27 meczów w Serie A, 11 w podstawowym składzie i 16 jako rezerwowy. 2 sierpnia 2010 Cigarini został wypożyczony za 350 tysięcy euro do Sevilli z opcją transferu definitywnego za 8 milionów euro. 31 sierpnia 2011 został wypożyczony do Atalanty BC. W pierwszym meczu ligowym sezonu 2011/2012 ponownie założył koszulkę Atalanty w zremisowanym 2:2 starciu z Genuą. 25 września, w meczu piątej kolejce z Novarą, po strzale zza pola karnego zdobywa bramkę pierwszą bramkę.
Pod koniec sezonu umowa wypożyczenia zostaje przedłużona, z możliwością nabycia praw do współwłasności zawodnika. Jednocześnie umowa z Napoli została przedłużona do 2015 roku. Po zakończeniu sezonu klub z Bergamo skorzystał z prawa do wykupu zawodnika na zasadzie współwłasności. W sezonie 2013/2014 zaliczył w sumie 33 występy i 2 gole, co poskutkowało wykupieniem pozostałej części praw do zawodnika w dniu 20 czerwca 2014 r.
20 lipca 2016 r. Sampdoria ogłosiła pozyskanie Cigarniego i podpisanie 3 letniego kontraktu. W Sampdorii zadebiutował 14 sierpnia, w wygranym 3:0 meczu Pucharu Włoch z Bassano. W tym sezonie na boisku pojawia się jednak rzadko, ze względu na to, że rywalizacje na jego pozycji wygrywa Lucas Torreira.
W dniu 30 czerwca 2017, po zaledwie jednym sezonie w Sampdorii, trafia do Cagliari, podpisując dwuletni kontrakt ważny do 2019 roku. Zadebiutował w barwach Rossoblu 19 sierpnia w pierwszej kolejce Serie A 2017/2018, w przegranym 3:0 meczu z Juventusem. W ciągu trzech sezonów w Cagliari, Cigraini zaliczył 77 występów i 2 gole.
8 września 2020 roku po wygaśnięciu umowy w Cagliari dołącza do zespołu beniaminka Serie A Crotone podpisując dwuletni kontrakt. 28 października zaliczył debiutanckie trafienie w Pucharze Włoch w zremisowanym 1:1 meczu ze SPAL (ostatecznie SPAL awansowało po rzutach karnych).

## Kariera reprezentacyjna
Cigarini ma za sobą występy w młodzieżowych reprezentacjach Włoch. Grał w drużynach do lat 18, 19, 20 oraz 21. Swojego pierwszego gola Włoch zdobył 7 września 2007 w meczu z młodzieżową drużyną Wysp Owczych U-21. Wystąpił między innymi na Mistrzostwach Europy U-21 2007 oraz Igrzyskach Olimpijskich w Pekinie, na których rozegrał dziewięć meczów. W 2009 znalazł się w kadrze na Mistrzostwach Europy U-21 2009.